# Дворец спорта Мусасино Форест
Дворец спорта Мусасино Форест (яп. 武蔵野の森総合スポーツプラザ, англ. Musashino Forest Sports Plaza) — это многоцелевое спортивное сооружение, расположенное в городе Тёфу, западном пригороде Токио, префектуры Токио.
Центр построен к началу Олимпиады 2020. В этом спортивном сооружении прошли соревнования по современному пятиборью, бадминтону. Здесь также прошли соревнования Паралимпиады 2020 по баскетболу.
Большой многоцелевой зал комплекса находится рядом со стадионом Аджиномото и вмещает около 10 000 посетителей. Кроме того, в спорткомплексе есть бассейн, небольшой спортивный зал и две фитнес-студии . Объект открылся 25 ноября 2017 года как первый объект для соревнований, построенный к Олимпийским играм 2020 года. Этап строительства длился три с половиной года и обошелся в общую сумму более 300 миллионов долларов США .
Большой многоцелевой зал комплекса находится рядом со стадионом Аджиномото и вмещает около 10 000 посетителей. Кроме того, в спорткомплексе есть бассейн, небольшой спортивный зал и две фитнес-студии. Объект открылся 25 ноября 2017 года как первый объект для соревнований, построенный к Олимпийским играм 2020 года. Этап строительства длился три с половиной года и обошелся в общую сумму более 300 миллионов долларов США .

## Спортивные соревнования
- 2018 год — Открытый чемпионат Японии по теннису .